# Kali citrat
Kali citrat (còn gọi là trikali citrat) là muối kali của acid citric với công thức phân tử K
3C
6H
5O
7. Đó là một tinh thể màu trắng, hút ẩm. Nó chứa 38,28% kali theo khối lượng. Ở dạng monohydrat, nó rất hút ẩm và dễ tan.
Là một chất phụ gia thực phẩm, kali citrat được sử dụng để điều chỉnh độ chua và được gọi là E332. Về mặt y học, nó có thể được sử dụng để kiểm soát sỏi thận có nguồn gốc từ acid uric hoặc xystin.

## Điều chế
Kali citrat được tạo ra bằng cách thêm kali bicarbonat hoặc kali carbonat vào dung dịch acid citric cho đến khi sủi bọt ngừng, lọc dung dịch và cô cạn.

## Ứng dụng
Kali citrat được hấp thu nhanh khi cho qua đường miệng và được bài tiết qua nước tiểu. Vì nó là một muối kiềm, nó có hiệu quả trong việc giảm đau và tần suất đi tiểu khi chúng được gây ra bởi nước tiểu có tính acid cao. Nó được sử dụng cho mục đích này ở chó và mèo, nhưng chủ yếu được sử dụng làm thuốc lợi tiểu không gây kích thích.
Kali citrat là một chất hiệu quả để điều trị bệnh gút và rối loạn nhịp tim, nếu bệnh nhân hạ đường huyết.
Nó được sử dụng rộng rãi để điều trị sỏi thận và thường được sử dụng cho các bệnh nhân có chứng nôn. Một nghiên cứu của 500 bệnh nhân có sỏi tái phát thấy rằng nó làm giảm tần số của đá từ 2 lần mỗi năm xuống còn hai năm 1 lần.
Nó cũng được sử dụng như một tác nhân alkan hóa trong điều trị nhiễm trùng đường tiểu.
Nó cũng được sử dụng trong nhiều loại nước giải khát như chất đệm.